# Chorągiew husarska prywatna Krzysztofa Wiesiołowskiego
Chorągiew husarska prywatna Krzysztofa Wiesiołowskiego – prywatna chorągiew husarska litewska I połowy XVII wieku, okresu wojen ze Szwedami i Rosją.
Szefem tej chorągwi był marszałek nadworny litewski, Krzysztof Wiesiołowski herbu Ogończyk. Żołnierze chorągwi wzięli udział w wojnie polsko-szwedzkiej 1626–1629.